# Стара Рудна
Стара Рудна (пол. Stara Rudna, нім. Alt Raudten) — село в Польщі, у гміні Рудна Любінського повіту Нижньосілезького воєводства.
Населення — 153 особи (2011).
У 1975-1998 роках село належало до Легницького воєводства.

## Демографія
Демографічна структура станом на 31 березня 2011 року:
|          | Загалом | Допрацездатний вік | Працездатний вік | Постпрацездатний вік |
| -------- | ------- | ------------------ | ---------------- | -------------------- |
| Чоловіки | 79      | 21                 | 54               | 4                    |
| Жінки    | 74      | 16                 | 44               | 14                   |
| Разом    | 153     | 37                 | 98               | 18                   |